# Lycus rubescens
Lycus rubescens är en skalbaggsart som beskrevs av Schaeffer 1908. Lycus rubescens ingår i släktet Lycus och familjen rödvingebaggar. Inga underarter finns listade i Catalogue of Life.